# Graphiurus kelleni
Graphiurus kelleni är en däggdjursart som först beskrevs av Reuvens 1890.  Graphiurus kelleni ingår i släktet Graphiurus och familjen sovmöss. IUCN kategoriserar arten globalt som livskraftig. Inga underarter finns listade i Catalogue of Life.
Denna sovmus förekommer med flera från varandra skilda populationer i Afrika söder om Sahara. Arten vistas i låglandet och i bergstrakter upp till 2400 meter över havet. Habitatet utgörs av fuktiga eller torra savanner samt av tropiska torra skogar eller mindre trädansamlingar.
Arten blir 75 till 92 mm lång (huvud och bål), svanslängden är 54 till 81 mm och vikten varierar mellan 11 och 23,5 g. Graphiurus kelleni har 15,3 till 16,5 mm långa bakfötter och 14 till 16 mm långa öron. På ovansidan har pälsen en brun, ljusbrun eller ljus gråbrun färg och några exemplar har en gul eller röd skugga på pälsen. Ibland blir pälsen mörkare mot huvudets och ryggens topp. Det finns en tydlig gräns mot den krämvita eller ljusgråa undersidan och kinderna är likaså krämvita. Även svansen har en mörk ovansida och en ljus undersida men den senare är inte vitaktig. Jämförd med andra släktmedlemmar som Graphiurus microtis och Graphiurus murinus är arten mindre och den har ingen tydlig vit svansspets som Graphiurus microtis.
Graphiurus kelleni är aktiv på natten och klättrar främst i träd. Arten använder olika gömställen som viloplats som lösa barkskivor, håligheter i träd, övergivna fågelbon, överhängande klippor, vedhögar eller byggnadernas tak. Antagligen är denna sovmus allätare. Enligt olika observationer kan honor vara brunstiga under olika årstider. Per kull föds 2 till 4 ungar. När ingen parning sker lever vuxna hannar troligen ensam.